# Masaki Ogawa
Masaki Ogawa (小川 雅己 Ogawa Masaki?), född 3 april 1975 i Shizuoka prefektur, är en japansk före detta fotbollsspelare.
Ogawa började sin karriär 1994 i Kashima Antlers. Med Kashima Antlers vann han japanska ligan 1996, japanska ligacupen 1997 och japanska cupen 1997. Efter Kashima Antlers spelade han för Kyoto Purple Sanga, Cerezo Osaka, Shonan Bellmare, Mito HollyHock, Thespa Kusatsu, Zweigen Kanazawa och FC Osaka. Han avslutade karriären 2007.